# Memorial Day
O Memorial Day é o  feriado nacional nos Estados Unidos que acontece anualmente na última segunda-feira de maio. Anteriormente conhecido como Decoration Day (Dia da Condecoração), o feriado homenageia os militares americanos que morreram em combate. Dependendo do ano, pode celebrar-se entre em 25 e em 31 de maio.

## Visão geral
O Memorial Day é um dia para lembrar os homens e mulheres que morreram enquanto serviam nas Forças Armadas dos Estados Unidos, criado após a Guerra de Secessão, para celebrar os soldados da União e os Confederados que morreram na Guerra Civil. Durante o século XX, o Memorial Day foi ampliado para honrar a todos os americanos que morreram no exercício do serviço militar. Geralmente marca o início da temporada de férias de verão, enquanto o Dia do Trabalho (primeira segunda-feira de setembro, nos EUA) marca o seu final. 
Muitas pessoas visitam cemitérios e memoriais, especialmente para homenagear aqueles que morreram em serviço militar. Muitos voluntários colocam uma bandeira americana em cada sepultura em cemitérios nacionais.
Dias anuais de condecoração para alguns cemitérios em particular são realizadas em um domingo no final da primavera ou início do verão em algumas áreas rurais no sul dos Estados Unidos, principalmente nas montanhas. Nos casos que envolvem um cemitério da família onde estão enterrados ancestrais remotos, bem como aqueles que se foram mais recentemente, este dia pode assumir as feições de uma reunião de toda a família, para a qual algumas pessoas viajam centenas de quilómetros. As pessoas se reúnem no dia designado e colocam flores em túmulos e renovam contatos com parentes e outros. Muitas vezes há uma celebração religiosa e um piquenique, o termo tradicional para uma Festa americana em que as pessoas espalham os pratos em lençóis ou toalhas sobre a grama. Acredita-se que esta prática começou antes da Guerra de Secessão e, portanto, pode refletir a verdadeira origem da ideia do "Memorial Day". 

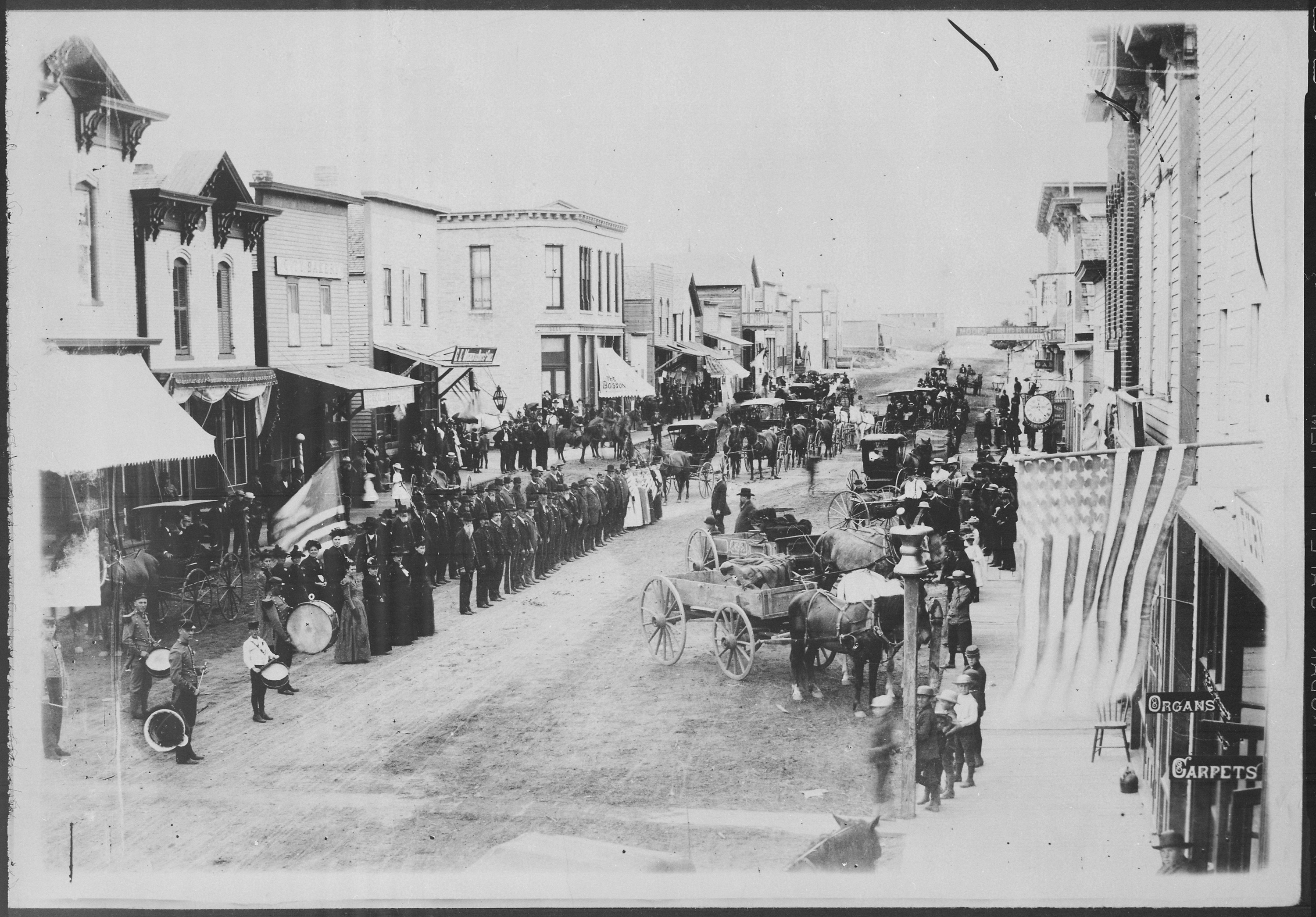
Veteranos de Guerra de Secessão em Ortonville, Minnesota, em 4 de julho de 1880 - também chamado de "Dia da Condecoração" antes da "Uniform Monday Holiday Act", que mudou alguns feriados para as segundas-feiras, quase um século depois.

O Memorial Day não deve ser confundido com o Dia dos Veteranos. O Memorial Day é um dia para lembrar os homens e mulheres que morreram enquanto serviam, enquanto o Dia dos Veteranos celebra o serviço de todos os veteranos militares dos EUA.
A prática de colocar flores em túmulos de soldados é um costume antigo. Túmulos de soldados americanos foram decorados antes e durante a Guerra de Secessão. Afirmou-se em 1906 que a primeira sepultura de um soldado da Guerra de Secessão a ser decorada foi em Warrenton, Virginia, em 3 de Junho de 1861 e este seria o primeiro Memorial Day da história.